# Ksenija Hribar
Ksenja Hribar, slovenska plesalka in koreografinja ter plesna pedagoginja,  * 6. januar 1938, Ljubljana, † 16. november 1999, Ljubljana.

## Življenje
Hribarjeva je 1957 končala Srednjo baletno šolo v Ljubljani in se nato v Londonu izpopolnjevala na šolah Marie Rambert School of Ballet (1960-1961) in London Contemporay Dance School (1965-1967). Kot soustanoviteljica skupine London Contemporary Dance Theatre je v tem plesnem kolektivu pot nadaljevala kot plesalka, pedagoginja in koreografinja. 
Leta 1977 je diplomirala na Viktorijini univerzi v Manchestru. V Ljubljani je 1984 skupaj z mlajšo geneacijo plesalcev Sinjo Ožbolt, Maretom Mlačnikom, Bredo Sivec in Branetom Završanom ustanovila Plesni teater Ljubljana in bila do 1999 njegov umetniški vodja. 
Od 1992 je na AGRFT v Ljubljani predavala umetnost gibanja in sodobne plesne tehnike. Umetniško delo, znanje in razmišljanje Ksenije Hribar so bili odločilni dejavniki za izjemen razmah sodobnega plesa v Sloveniji v 80. in 90. letih 20. stoletja. 

## Izvedena dela
V slovenski plesni opus Ksenije Hribar sodijo predstave Sonata v mesečini (Baletna skupina Lidije Sotlar, 1978) in Ciklus (SNG Opera in balet, 1985/86) ter predstave, ki jih je ustvarila s plesalci Plesnega teatra Ljubljana: Bridke solze L.B. (1985), Koncert (1985), Nostalgija (1987), Alpsko sanjarjenje (1986), Bikec Ferdinand (1988), Odisejev povratnik (1989/90), Komemoracija - Posušene solze (1993), Sentimentalne reminiscence (1998). 

## Nagrade
Leta 1996 je prejela Župančičevo nagrado.